# Haudrecy
Haudrecy és un municipi francès situat al departament de les Ardenes i a la regió del Gran Est. L'any 2007 tenia 295 habitants.

## Demografia

### Població
El 2007 la població de fet de Haudrecy era de 295 persones. Hi havia 108 famílies de les quals 16 eren unipersonals (12 homes vivint sols i 4 dones vivint soles), 36 parelles sense fills, 52 parelles amb fills i 4 famílies monoparentals amb fills.
La població ha evolucionat segons el següent gràfic:
Habitants censats

### Habitatges
El 2007 hi havia 117 habitatges, 110 eren l'habitatge principal de la família, 2 eren segones residències i 5 estaven desocupats. 104 eren cases i 13 eren apartaments. Dels 110 habitatges principals, 84 estaven ocupats pels seus propietaris, 22 estaven llogats i ocupats pels llogaters i 4 estaven cedits a títol gratuït; 5 tenien dues cambres, 9 en tenien tres, 32 en tenien quatre i 64 en tenien cinc o més. 98 habitatges disposaven pel capbaix d'una plaça de pàrquing. A 36 habitatges hi havia un automòbil i a 66 n'hi havia dos o més.

### Piràmide de població
La piràmide de població per edats i sexe el 2009 era:
| Homes | Edats   | Dones |
| ----- | ------- | ----- |
| 0     | 95 o +  | 0     |
| 0     | 90 a 94 | 0     |
| 0     | 85 a 89 | 0     |
| 0     | 80 a 84 | 8     |
| 4     | 75 a 79 | 4     |
| 4     | 70 a 74 | 0     |
| 4     | 65 a 69 | 8     |
| 4     | 60 a 64 | 0     |
| 8     | 55 a 59 | 4     |
| 4     | 50 a 54 | 12    |
| 8     | 45 a 49 | 4     |
| 8     | 40 a 44 | 12    |
| 8     | 35 a 39 | 16    |
| 24    | 30 a 34 | 12    |
| 4     | 25 a 29 | 12    |
| 0     | 20 a 24 | 4     |
| 4     | 15 a 19 | 16    |
| 12    | 10 a 14 | 0     |
| 12    | 5 a 9   | 16    |
| 12    | 0 a 4   | 12    |

## Economia
El 2007 la població en edat de treballar era de 188 persones, 141 eren actives i 47 eren inactives. De les 141 persones actives 131 estaven ocupades (69 homes i 62 dones) i 10 estaven aturades (2 homes i 8 dones). De les 47 persones inactives 20 estaven jubilades, 14 estaven estudiant i 13 estaven classificades com a «altres inactius».

### Ingressos
El 2009 a Haudrecy hi havia 111 unitats fiscals que integraven 282 persones, la mediana anual d'ingressos fiscals per persona era de 19.100 €.

### Activitats econòmiques
Dels 12 establiments que hi havia el 2007, 4 eren d'empreses de construcció, 6 d'empreses de comerç i reparació d'automòbils, 1 d'una empresa d'hostatgeria i restauració i 1 d'una empresa de serveis.
Dels 3 establiments de servei als particulars que hi havia el 2009, 1 era un taller de reparació d'automòbils i de material agrícola, 1 guixaire pintor i 1 fusteria.
L'any 2000 a Haudrecy hi havia 5 explotacions agrícoles.

## Poblacions més properes
El següent diagrama mostra les poblacions més properes.